# Austin Peralta
Austin Peralta (25. října 1990 – 21. listopadu 2012) byl americký jazzový klavírista a skladatel. Narodil se v Los Angeles a hudbě se věnoval již od dětství. První lekce hry na klavír dostal v šesti letech. Ve svých patnácti letech hrál se svým triem na tokijském jazzovém festivalu. V roce 2006 vydal album Maiden Voyage, na kterém jej doprovázel například kontrabasista Ron Carter. Během své kariéry spolupracoval s mnoha dalšími hudebníky, mezi které patří například Erykah Badu, Buster Williams a Flying Lotus. Zemřel roku 2012 ve věku 22 let.